# 里克·戈麥斯
里克·戈麥斯（英語：Rick Gomez，1972年6月1日—）是美國的一位演員和配音演員。他最著名的作品是在HBO電視劇兄弟連中飾演George Luz角色。他是演員約書亞·戈麥斯的哥哥。

## 外部連結
- The New York Times: Movies — Rick Gomez （页面存档备份，存于）
- MSN Movies: Rick Gomez
- Rick Gomez在互联网电影资料库（IMDb）上的資料（英文）